# Taïwanais

Différentes variétés de minnan à Taïwan et sur le continent (provinces de Hainan, Guangdong, Fujian et Zhejiang).

Le taïwanais est une langue parlée couramment par environ 70 % de la population de Taïwan. Il s'agit d'une langue chinoise, du groupe minnan. Le minnan est parlé dans la province continentale du Fujian où il est apparu au Xe siècle et une variante, le chaozhou (ou tiuchiu dans cette langue), est parlée à l'Est de la province du Guangdong, notamment dans les préfectures de Chaozhou et Shantou.
Plusieurs langues sont communes à Taïwan et à la province du Fujian dont le mandarin, le minnan, le hakka. La prononciation du mandarin y est également très proche si l'on regroupe par dialecte. Il est donc difficile de parler d'une langue taïwanaise proprement dite. Il y a par contre des différences culturelles liées à la séparation de l'île d'avec la Chine continentale, d'abord entre 1895 et 1945 durant l'occupation japonaise, puis de 1949 à nos jours (voir : Chronologie de l'île de Taïwan). Par exemple, ce sont les caractères chinois traditionnels qui sont utilisés à Taiwan, alors que l'usage des caractères simplifiés a été généralisé en Chine continentale à partir de 1956.
Le groupe subethnique de Taïwan et du Fujian pour lequel le taïwanais est considéré comme une langue maternelle est connu comme Holo (Hō-ló) ou Hoklo ; la correspondance entre la langue et l'appartenance ethnique n'est cependant pas absolue car un certain nombre de Holos parlent mal cette langue, tandis qu'un certain nombre de non-Holos la parlent couramment.

## Phonologie
Phonologiquement, le taïwanais est une langue à tons avec des règles de sandhi tonal complexes. Les syllabes peuvent comporter à la limite une consonne initiale, une voyelle, une consonne finale et un ton.
Contrairement à beaucoup d'autres variétés du chinois, telles que le mandarin et le cantonais, le taïwanais ne possède pas de phonèmes labiodentaux ([f] par exemple).

## Syntaxe
La syntaxe du taïwanais est similaire à celle des dialectes chinois du sud, dont le hakka et le cantonais. Les phrases en taïwanais suivent typiquement l'ordre sujet-verbe-objet, comme dans le mandarin, mais l'ordre sujet-objet-verbe et la voix passive (qui prend la forme objet-sujet-verbe) sont aussi possibles avec l'ajout de particules. Par exemple, la phrase « je te tiens » pourrait être rendue dans les trois formes suivantes :
- Sujet-verbe-objet (l'ordre typique) :  Goá phō lí (« je te tiens »)
- Sujet-kā-objet-verbe : Goá kā lí phō, phrase qui souligne le commencement de l'action (« je te prends et je te tiens »)
- Objet-hō͘-sujet-verbe (la voix passive) : Lí hō͘ goá phō (« tu te laisses tenir par moi »)

## Sociolinguistique
La grande majorité des gens à Taïwan savent parler le mandarin ainsi que le taïwanais. Cependant, le niveau de taïwanais des locuteurs diffère beaucoup. Certaines personnes, principalement Hakka ou originaires de la Chine continentale, ne parlent pas couramment le taïwanais. D'autres, la plupart nées avant les années 1950, ne parlent pas le mandarin ou l'ont appris plus tard dans la vie. Une partie de ces personnes parlent couramment le japonais.